# 회전목마 (2003년 드라마)
《회전목마》는 2003년 8월 23일부터 2004년 3월 14일까지 방영된 MBC 주말연속극이다. 《죽도록 사랑해》 후속으로 방영되었으며 2003년 9월 20일부터 KBS 2TV 진주 목걸이와 경쟁할 당시엔 방영 초기에 인어 아가씨로 인기를 얻었던 장서희를 앞세워 주목받았으나 중반 이후 진주 목걸이에게 주도권을 빼앗겼는데 방송의 품위를 훼손하는 선정적인 내용을 여과없이 내보내어 연예오락 제1심의위원회로부터 '주의' 조치를 받았다.

## 기획 의도
어린 시절 부모를 잃고 어렵고 힘든 홀로서기를 해야 하지만, 그에 굴하지 않고 자신의 앞길을 개척해 나가는 언니와 운명에 순응하는 동생의 대조적인 인생살이를 보여주는 정통 드라마다.
순탄치 못한 은교·진교 자매의 엇갈린 사랑과 애증, 고난 그리고 역경을 이겨나가는 과정을 통해 진정한 인생의 의미와 가슴을 아리게 하는 카타르시스를 보여주고자 한다. 또한 현대 젊은이들의 변해가는 가치관(가족, 사랑, 사회활동)을 흥미롭게 묘사하여 신·구세대 간에 공유할 수 있는 재미와 의미를 제공하고자 한다.

## 제작진
- 기획 : 신호균
- 연출 : 한희, 유재혁
- 극본 : 조소혜

## 출연진

### 중심 인물
- 장서희 - 성은교 역 (19 ~ 30세)[3] (아역: 이세영)

자기 운명과 부단히 싸워가는 “바람과 함께 사라지다”의 스칼렛같은 인물이다. 그러나 주어진 현실에 안주하지 않고 끊임없이 자신을 담금질해 고난을 헤쳐나가는 바로 그 미래지향적인 성향 때문에 사랑의 멍에를 짊어지게 되는 여주인공. 그렇지만 어떠한 절망 속에서도 또 다른 시작을 할 수 있는 삶에 대한 열의는 그녀만의 무기이다.
- 김남진 - 강우섭 역 (21 ~ 32세)

은교와는 태생적으로 뿌리가 다른 부잣집 도련님으로 출발, 좋은 환경에서 잘 자란 따뜻하고 온유한 성품이 장점이자 약점으로 작용해 여주인공 은교에게 사랑을 얻기도, 버림받기도 한다. 아버지의 파산에 이은 은교의 배신으로 절망의 끝을 본 다음에야 눈을 크게 뜨고 세상과의 정면승부에 나선다.
- 수애 - 성진교 역 (17 ~ 28세)

은교의 동생으로서 언니인 은교와는 다른 인생, 다른 가치관을 갖고 사는 이 드라마의 또 다른 여주인공이다. 단순하고 즉흥적인 성격이 무분별해 보일 수도 있지만 그 생기발랄함이 곧 삶의 에너지다. 언니의 첫 번째 상대였다가 차인 성표에게 첫정을 준 뒤, 어린 나이에 그와 결혼해서 반목과 충돌과 화해의 순간들을 거쳐가면서 점차 인생의 깊이를 깨우쳐 간다.
- 이동욱 - 박성표 역 (20 ~ 30세)

라커를 꿈꾸며 노래에 살고 노래에 죽고 싶은 로맨티시스트다. 고등학교 때부터 짝사랑해 온 은교를 부잣집 아들 우섭한테 뺏기고 그 반발 겸 자신을 짝사랑하는 진교에 대한 책임감으로 서둘러 결혼한 탓에 스물세 살에 애아빠가 되는 자승자박으로 라커의 꿈을 버리지도, 현실적인 남편과 아버지로도 자리매김하지 못한 채 방황하다가 뒤늦게 철이 든다.

### 주변 인물
- 이응경 - 유명자 역 (35 ~ 45세)

은교·진교의 새엄마. 뜨내기 출신으로 은교 아버지와 재혼해 아들과 함께 도망쳤다가 다시 은교·진교 자매와 가족을 이루고 살게 되는 인물로 뻔뻔할 뿐더러 변죽 좋은 성격으로 인해 끊임없는 에피소드와 함께 극에 활력소를 제공한다.
- 허정민 - 이민구 역 (8 ~ 18세)

명자의 아들. 은교·진교 자매의 의붓동생으로 어디서나 튀는 엄마인 명자 때문에 일찍 철이 들었다. 진교를 유난히 따르는 탓에 매형인 성표와는 내내 라이벌과도 같은 긴장 관계를 유지하지만 심각한 건 아니다.
- 노현희 - 박성숙 역 (45 ~ 55세)

성표의 누나. 티켓다방 출신으로 올케 진교를 시집살이시키고 얄미운 짓만 골라하지만 미워할 수만은 없는 천성도 가지고 있다.
- 류수영 - 전수형 역 (28 ~ 38세)

은교와 우섭의 사이가 최악으로 치닫는 시점에 등장한 후발주자. 진보적이고 긍정적인 사고방식과 능력을 겸비해 은교를 차지하게 되지만 본의 아니게 혹독한 대가를 치르게 된다.
- 김지우 - 류수련 역 (24세 ~ )

이지적이고 세련된 현대 여성의 전형으로 우섭의 두 번째 연인이 된다. 그러나 뒤늦게 밝혀진 자신의 올케인 은교와 우섭 사이를 알고 시련을 맞는다.
- 김형자 - 윤 사장 역 (55세 ~)

전수형의 모친. 전수형의 부친이 죽자 지금의 남편과 재혼해서 수련을 낳았다. 재력가 남편의 후광으로 백화점을 경영하고 있다.
- 유지인 - 전 여사 역 (53세 ~)

강우섭의 모친. 부잣집 마나님으로 온실 속의 화초처럼 고생 모르고 살다가 남편의 파산과 함께 세파에 시달리게 된다.
- 박병호 - 류 회장 역 (58세 ~)

류수련의 부친. 여러 기업을 거느린 재력가로서 외동딸인 수련을 세상에 없는 보물로 여긴다. 그래서 수련이 사랑하는 우섭을 친아들처럼 여기고 은덕을 베풀다가 뒤늦게 수련이 우섭에게 상처받자 무섭게 분노한다.
- 권오민 - 은교의 아들, 전서현 역 (7세 ~)

- 지현우 - 오아시스밴드 기타리스트 역

- 김갑수 - 은교·진교의 아버지 역

- 이혜숙 - 은교·진교의 어머니 역 (특별 출연)

- 현석 - 강 사장, 우섭의 아버지 역

- 정준하 - 인철, 성숙의 남자친구 역

- 권민중 - 음반기획사 최 실장 역

- 최병서 - 밴드 매니저 역

- MC몽 - 진교를 좋아하는 남학생 역 (특별 출연)

- 김인문

- 김하균

- 김영선 - 정혜인 역

- 이희도

- 박팔영

- 한영광 - 이상준 역

- 강철성 - 정기철 역

- 정희태 - 김석태 역

- 이정우 - 고준표 역

음반기획사 최실장의 남자친구. 로맨틱한 인연은 그려졌습니다. 그녀와 함께 일하면서 점차가까워집니다. 최실장은 일에 능숙하고 당찬 커리어우먼 입니다.
- 원웅재

- 지양명

- 박채연

- 최재환

- 최재형

- 김태현 - 이재민 역

- 이상이

- 윤희주

- 조명진

- 강보라

- 최자혜

- 양현태

- 염재욱

- 오협

- 신동미

- 정승재

- 전익령

- 김남길 - 최정우 역

- 이옥정

- 안세미

- 서성광

- 유정석

- 전수지

## 연장
- 회전 목마 방영 분량이 50부작에서 8회 연장되어 58부작으로 변경 및 확정되었다.

## 수상 사항
- 2003년 MBC 연기대상 여자 신인상 (수애)

## 이모저모
- 2003년 9월 20일부터 경쟁한 KBS 2TV 진주 목걸이와는 자극적인 소재를 다뤘다는 공통점이 있었다(회전목마-결혼 직전 전 애인에게 당하는 성폭행 진주 목걸이-친남매의 사랑).[4]
- 작가 조소혜는 엄마야 누나야 이후 두 번째로 MBC에서 주말극을 집필했다.